# Radio Cadena Sonora
Radio Cadena Sonora es una estación de radio guatemalteca, fundada en 1948 y reinaugurada en julio de 1992. Es una estación de radio que difunde las principales noticias a nivel regional e internacional, durante las 24 horas del día. Cuenta también con programas musicales y con notas de eventos deportivos.
Transmite la señal desde su frecuencia piloto a través del 96.9 FM en la ciudad de Guatemala, 1150 AM en Vista Hermosa y también por 31 frecuencias vía satélite. Además, se transmite en la Capital a través de la televisión abierta por el Canal 40.2 HD (cómo canal virtual) en TDT (40 en UHF cómo canal físico), en el Canal 56 de Claro TV, Canal 9 en Coatepeque, Canal 36 en Huehuetenango, Canal 38 en Quetzaltenango y Canal 81 en Escuintla y de forma en línea través de su página web.
Pertenece al grupo Albavisión, propiedad del empresario mexicano nacionalizado guatemalteco Remigio Ángel González.
Sus principales competidores en el país son: Emisoras Unidas de Guatemala 89.7 FM, Nuevo Mundo Radio 96.1 FM, La Red 106.1 FM de Radio Corporación Nacional (RCN) y Radio Punto 90.5 FM de Radio Grupo Alius.

## Historia
La estación de radio tuvo su inicio con emisiones en febrero de 1948 con el nombre de Radio Bolívar, con sede en la Av. Bolívar y Calle 28. Esta emisora transmitía en la frecuencia 6335 kHz en AM, con programación musical y algunos espacios informativos.
En 1992 la radio es adquirida por la Radio y Televisión de Guatemala (Albavisión), la cierra temporalmente y reinicia labores como una radio noticiosa y deportiva, su primer director fue Eduardo Mendoza.
A inicios de los 2000's, Arnulfo Agustín Guzmán pasa a dirigir la radio. El 20 de octubre de 2000, Sonora cambia de nombre a Radio Cadena Sonora.

## Sonora TV
Sonora TV un lugar de radio también es un canal de televisión abierta guatemalteco, de programación generalista, operado por la empresa Chapín TV. Fue lanzado en 2011 y actualmente es propiedad de 55% grupo Albavisión y un 45% propiedad de Prensa Libre.

## Programación

### Actual
- Maderas que Cantan
- Noticentro SN
- Telediario/Notisiete/T13 Noticias
- La Mesa Deportiva
- Los Reporteros
- El Pueblo Habla
- Usted Que Opina
- 60 Minutos
- ¡Qué Noche!
- Los Locos del Fútbol ¡Siempre Alegres!
- Siglo XXX
- El Deporte Está Aquí
- Biografía Musical
- Lo que Callamos los Hombres
- Federate CDAG Radio
- Transmisiones Deportivas
- Las Grandes del Recuerdo
- Baladas de Siempre
- Baladas SN
- Añoranzas
- Casos y Cosas de la Vida Nacional
- Fútbol de Primera
- Chispas al Aire
- Así es la Vida
- A Ritmo de Bolero
- Boleros SN
- Zona de Gol
- Así Va la Liga
- Domingo Ranchero

### Anterior
- A tu Salud
- Gente de Futbol (Hoy A un toque:Ahora por La Red 106.1 FM)
- Noticentro Deportivo
- CFC Radio
- Transmisiones Deportivas
- Copa Mundial de la FIFA
- Entre otros...

## Locutores

### Actuales
- Arnulfo Agustín Guzmán (director general de la Emisora)
- Manuel Marroquín Ortega
- Luis Giovanny García
- Carlos Humberto López Monti
- Leslie Pérez
- Ramiro Valle
- Leslie Aldana
- Jorge Luis García
- Raúl Quinteros
- Hosanna Castillo
- Pedro Saúl Ramírez
- Pablo Paniagua (T13 Noticias)
- Óscar Antonio Ovando
- Niels Smailey García (T13 Noticias)
- Corina Ardón (T13 Noticias)
- Filomeno González
- Ángel Reyes
- Christian Melgar
- Luis Giovanny Rodas
- Luis Pellecer (Noti 7)
- Joel Villatoro (Voz Comercial de Esta Radio)
- Pepe Valladares
- Roberto García (Junto a NuevoMundo en el Programa Rojos Radio)
- Ely Recinos Alvarado (Noti 7)
- Nancy Calderón (Noti 7)
- Constantino VásqueZ
- Carlos Barrios Juárez
- Gerardo «Jerry/Chespi» Villa II (conduce el programa Zona de GOL para producciones deportivas)
- Jorge Rodas (conduce el programa Zona de GOL para producciones deportivas, debido a eso trabaja para Tigo Sports)
- Mario René Arenas (conduce el programa Zona de GOL para producciones deportivas, debido a eso trabaja para TGW)
- Ricardo Alberto López
- Silvia Ramírez
- Carlos de Triana
- Axel Cardona
- Sebastián Chavarría (En Algunos Eventos)
- Maritza Ruiz (Noti 7)
- María Reneé Pérez (Noti 7)
- Dona Guichita Pícara (personaje interpretado por Luis Giovanny García)
- Tom García
- José Manuel Soberanis (Junto con Teve Globo de Xela y Siglo 104.7 FM)
- Oscar Hernández Giron
- Pilar Núñez (Noti 7)
- Jorge Molina
- Christian Humberto Castro
- Juan Zanassi
- Ismar Escobar
- Javier Alvizures
- Óscar Hernández Girón

### Voces antiguas
- Roberto Rodas Molina
- Marco Vinicio Velásquez Herrera
- Héctor Fernando Ramírez «El Reportero X» (fallecido en 24 de julio de 2003 por una manifestación denominada «Jueves Negro»)
- Walter Gerardo Ávalos Brown (Ahora en La Red 106.1 FM)
- Augusto López Suriano
- Miguel Ángel Pérez
- Fernando Curutchet
- Heidi Melgar (TN23)
- Walter Gómez (Ahora en Stereo Visión 104.1 FM)
- Juan Carlos Gálvez (Ahora en Stereo Visión 104.1 FM y Radio Mundial 98.5 FM)
- Raúl Chacón (Ahora en Stereo Visión 104.1 FM)
- Álex Santiago
- Carlos Roberto Marín (Ahora en Radio Punto 90.5 FM)
- Willy Melgar (Ahora en Radio Punto 90.5 FM)
- Gustavo Velásquez (ahora en Nuevo Mundo 96.1)
- Juan José Corado
- Edgar Galindo
- Edison Moreno (Ahora en TGW)
- Vanessa Lamparelli (Ahora en Tigo Sports)
- Rafael Contreras Vélez
- Édgar Galindo (Ahora en Radio Infinita)
- César Romero
- Javier Del Cid Meyer (Ahora en Tigo Sports)
- Efraín Santander
- Édgar Everaldo Valencia (Ahora en Tigo Sports)
- José Antonio Corado
- Vilma Balcells

## Frecuencias
Esta emisora cuenta con 31 frecuencias vía satélite:
- Capital 96.9 FM y 1150 AM
- Quetzaltenango 92.3 FM
- Región Central de Huehuetenango 93.7 FM
- Departamento de Huehuetenango 96.9 FM
- Suchitepéquez 101.5 FM
- Retalhuleu 89.5 FM y 105.9 FM
- Coatepeque, Quetzaltenango 89.5 FM
- San Marcos, San Pedro Sacatepéquez y Malacatan 89.5 FM
- Totonicapán 92.3 FM
- Sololá 96.7 FM
- Chimaltenango 96.9 FM
- Chimaltenango/Occidente 106.7 FM
- Quiché 89.5 FM
- Sacatepéquez 96.9 FM
- Escuintla 88.3 FM
- Santa Rosa 89.1 FM
- Jalapa 98.7 FM
- Chiquimula 92.7 FM
- Jutiapa 103.1 FM
- Zacapa 92.7 FM
- El Progreso 96.9 FM
- Esquipulas, Chiquimula 97.9 FM
- Alta Verapaz 102.3 FM
- Izabal 95.5 FM
- Centro del Petén 96.5 FM
- Melchor de Mencos, Petén 106.1 FM
- Sur de Petén 95.3 FM
- Baja Verapaz 107.1 FM

## Controversias
- A Radio Cadena Sonora se le ha acusado de tener intereses afines con grupos de poder, algo que su propio dueño, Remigio Ángel González, no intenta ocultar, llegando a declarar lo siguiente: «Yo controlo 11 presidentes y 11 Congresos, cuando ellos se van, yo sigo aquí».[4]
- Alba Lorenzana, esposa de Remigio Ángel González, tuvo una orden de captura[5][6] internacional de la Interpol por un caso de lavado de dinero de funcionarios de gobierno. La Fiscalía de Guatemala la relacionó con el caso «Cooptación del Estado» que involucró, además, a exfuncionarios del desaparecido Partido Patriota.[7] Lorenzana sería una de las responsables de la financiación ilícita al Partido Patriota (PP) por medio de espacios en los canales 3 y 7 de televisión abierta. Esta acción fue valorada por encima de los Q17.6 millones, aportados entre el 2008 y el 2011.[8] Sin embargo, el delito por la que fue acusada no le aplicaba puesto que se trataba de financiamiento electoral «no registrado» que fue creado hasta 2018 y no por financiamiento ilícito como había asegurado la fiscalía.

- Radio Cadena Sonora ha optado por ser un medio no crítico del gobierno de turno y ha buscado de alguna forma mantenerse en la imparcialidad. Sin embargo esto según críticos ha sido muestra de estar aliados con los políticos gobernantes. En la campaña presidencial de 2014 se le vínculo con el candidato Manuel Baldizón del partido Partido LÍder debido a que contó con tiempo de aire en campos pagado y en infomerciales, apoyando con la campaña #TeToca que promovía su candidatura.